# Concertino (radioodbiornik)
Concertino – polski radioodbiornik z gramofonem produkowany w Zakładach Radiowych Diora w latach sześćdziesiątych XX wieku. Umożliwiał odbiór stacji na falach długich, średnich krótkich i UKF. Montowany był w obudowie szafkowej. Układ elektryczny pokrewny z odbiornikiem Sarabanda.